# Yes*
Yes*, plus connu sous son ancien pseudonyme Yes Mccan, né sous le nom de Jean-François Ruel le 16 novembre 1989 à Granby, est un rappeur et acteur québécois.

## Vie personnelle
De février 2018 à août 2018, il était en couple avec la comédienne Charlotte Aubin.
En fin d’été 2023, il entretient une relation avec la mannequin Océane Boisvenue.
En 2024, il publie une vidéo sur TikTok expliquant avoir été victime de Megan Lalonde, une femme de Drummondville ayant été épinglée pour avoir prétendu être avocate.

## Musique
De 2011 à 2018, Ruel faisait partie du groupe Dead Obies sous le pseudonyme Yes Mccan. Il annonce son départ du groupe pour se concentrer sur sa carrière solo le 16 mai 2018,.
Yes McCan a publié trois albums solos :
- 2017 : PS. Merci pour le love
- 2018 : OUI (tout, tout, tout, toutttte )
- 2023 : Club des cœurs solitaires

En juin 2023, dans la foulée de la sortie de son single Many Men, premier extrait de son album Club des cœurs solitaires, il change son pseudonyme en Yes*.

## Télévision
Il a incarné le proxénète Damien Stone (alias Antoine Tremblay) dans la série Fugueuse, diffusée sur la chaîne TVA à l'hiver 2018. Il est de retour dans la Saison 2, diffusée en janvier 2020.
La saison 1 de la série Fugueuse est sortie sur la plateforme Netflix en novembre 2023.